# دم‌پارویی میندورو
دم‌پارویی میندورو (نام علمی: Prioniturus mindorensis) نام یک گونه از سرده دم‌پارویی است.